# (16493) 1990 SB6
A (16493) 1990 SB6 a Naprendszer kisbolygóövében található aszteroida. Eric Walter Elst fedezte fel 1990. szeptember 22-én.